# Crataegus karadaghensis
Crataegus karadaghensis är en rosväxtart som beskrevs av Antonina Ivanovna Pojarkova. Crataegus karadaghensis ingår i Hagtornssläktet som ingår i familjen rosväxter. Inga underarter finns listade i Catalogue of Life.